# Mária Kolíková
Mária Kolíková, née le 29 août 1974 à Dunajská Streda, est une avocate et femme politique slovaque. 
De 2020 à 2022, elle est ministre de la Justice.

## Biographie
Diplômée de la Faculté de droit de l'Université Comenius de Bratislava (1999), elle travaille comme assistante juridique puis avocate au sein de son propre cabinet, tout en enseignant à la Faculté de droit de l'université de Trnava. 
En juillet 2010, Mária Kolíková devient secrétaire d'État au ministère de la Justice. Elle retourne à la pratique privée en 2012, puis retrouve le poste de secrétaire d'État de 2016 à 2018. 
En 2019, elle adhère au nouveau parti de centre-droit Pour le peuple de l'ancien président Andrej Kiska. Candidate pour son parti aux élections législatives de février 2020, elle est élue au Parlement. Le 21 mars, elle entre au gouvernement de coalition d'Igor Matovič comme ministre de la Justice. 